# Catedral de Santa María (Middlesbrough)
La Catedral de Santa María (en inglés: Saint Mary's Cathedral) también conocida como la catedral de Middlesbrough, es una catedral católica en Coulby Newham, Middlesbrough, Inglaterra. Es la sede del obispo de Middlesbrough, en la diócesis de Middlesbrough en la Provincia de Liverpool.
Las original Iglesia Catedral de Nuestra Señora del Perpetuo Socorro fue construida a partir de 1876 y fue inaugurada el 21 de agosto de 1878. Se encuentra en la calle Sussex, en distrito de Middlesbrough de la vieja Santa Hilda. En ese momento, la iglesia se encontraba dentro de la diócesis de Beverley ya que la diócesis de Middlesbrough no existió hasta diciembre de 1878. No fue construida inicialmente como una catedral, sino como una iglesia que podría contener 1.500 personas para servir al pueblo de Middlesbrough.
La nueva catedral de Santa María fue construida en el barrio de Coulby Newham, en el sur de Middlesbrough, y las obras de construcción comenzaron a finales de 1985.